# Веарем (Массачусетс)
Веарем (англ. Wareham) — місто (англ. town) в США, в окрузі Плімут штату Массачусетс. Населення — 23 303 особи (2020).

## Демографія
Згідно з переписом 2010 року, у місті мешкали 21 822 особи в 9071 домогосподарстві у складі 5761 родини. Було 12256 помешкань
Расовий склад населення:
| - 86,5 % — білих - 3,5 % — чорних або афроамериканців - 0,7 % — азіатів - 0,6 % — корінних американців - 4,4 % — осіб інших рас |

До двох чи більше рас належало 4,3 %. Частка іспаномовних становила 2,3 % від усіх жителів.
За віковим діапазоном населення розподілялося таким чином: 20,9 % — особи молодші 18 років, 61,7 % — особи у віці 18—64 років, 17,4 % — особи у віці 65 років та старші. Медіана віку мешканця становила 44,4 року. На 100 осіб жіночої статі у місті припадало 92,7 чоловіків;  на 100 жінок у віці від 18 років та старших — 88,6 чоловіків також старших 18 років.
Середній дохід на одне домашнє господарство  становив 76 573 долари США (медіана — 65 718), а середній дохід на одну сім'ю — 89 384 долари (медіана — 81 691). Медіана доходів становила 57 324 долари для чоловіків та 47 146 доларів для жінок. За межею бідності перебувало 11,7 % осіб, у тому числі 22,0 % дітей у віці до 18 років та 4,7 % осіб у віці 65 років та старших.
Цивільне працевлаштоване населення становило 11 671 особа. Основні галузі зайнятості: освіта, охорона здоров'я та соціальна допомога — 25,9 %, роздрібна торгівля — 13,9 %, мистецтво, розваги та відпочинок — 13,2 %.